# Pseuderia
Pseuderia là một chi phong lan có khoảng 19 loài phân bố từ Moluccas qua New Guinea tới Samoa và Fiji. Chi rất đa dạng ở New Guinea.